# Училище „България“ (Детройт)
Училище „България“ е училище на българската общност в град Детройт, щата Мичиган, САЩ. Има филиали в градовете Трой и Плимут, които са част от агломерацията на Детройт. Създадено е през 2010 г. То функционира към Български културен клуб – Детройт. През учебната 2021/2022 г. в училището се обучават около 70 деца, преподавателският състав е от петима учители, а директор на училището е г-жа Еленора Барбов.

## История
Училището е открито през януари 2010 г. Създадено е по инициатива на пет българки. Сред неговите основателки е Даниела Начева – главен редактор на „Вестник на българите в Детройт“.

## Ученици
Брой на учениците през учебните години:
- над 60 – учебна 2016/2017 г.[6]
- около 70 – учебна 2021/2022 г.[4]